# Луј Адолф Тјер
Луј Адолф Тјер (фр. Louis-Adolphe Thiers; Марсељ, 16. април 1797 — Сен Жермен ан Ле, 3. септембар 1877) био је француски државник и историчар, први председник Треће републике (1871 — 1873). Као министар унутрашњих послова спроводио је сурове репресалије 1834. против радника у Паризу и Лиону који су устали у заштиту својих права. Након фебруарске револуције 1848. био је вођа монархистичке партије у опозицији. У пруско-француском рату 1870. 1871. после пада Другог царства, Тјер је 17. фебруара 1871. постао председник владе; потписао је капитулацију Француске и у мају 1871. уговор о миру с Немачком. Као шеф версајске владе 1871. у крви је угушио Париску комуну ("Крвава недеља"). Од августа 1871. до маја 1873. био је председник Републике. Написао је историју француске револуције (Histoire de la Revolution Francoise, I-X t. Paris, 1823-27) и историју Конзулства и Царства (Histoire du Consulat et de l'Empire, I-XX t., Paris, 1845-69). Члан Француске академије постао је 1833, на позицији бр. 38. био је у периоду 1833-1877.
О њему је писао Карл Маркс: Грађански рат у Француској.

## Биографија

### Младост
Адолф Тјер је рођен 15. априла 1797. године, за време владавине Директоријума. Његов деда, Луј-Шарлс Тјер, био је адвокат у Екс ан Провансу, који се преселио у Марсељ да би постао старатељ градске архиве и генерални секретар градске управе, иако је то место изгубио током Француске револуције. Његов отац је био послован човек и повремени владин службеник за време Наполеона, који је често имао проблемима са поштовањем закона. Његов отац је напустио Адолфа и његову мајку убрзо након његовог рођења. (Погледајте испод одељак Породични и лични живот.) Његова мајка је имала мале приходе, али је Тјер успео да добије добро образовање захваљујући финансијској помоћи од тетке и куме. Он се успешно уписао на лицеј у Марсељу путем такмичарског испита, а затим је, уз помоћ своје родбине, био у могућности да упише правни факултет у Екс ан Провансу у новембру 1815. Док је студирао на правном факултету, почео је његово доживотно пријатељство са Франсоа Мињеом. Обојица су примљени у адвокатску комору 1818. године, и Тјер је три године радио као адвокат. Он је испољио велико интересовање за књижевност и освојио је академску награду од пет стотина франака за есеј о маркизу де Вовенаргу. Ипак, био је незадовољан својим животом у Ексу. Он је писао свом пријатељу Тулону: „Ја сам без богатства, без статуса, и без наде да ћу стећи било које од њих овде.” Одлучио је да се пресели у Париз и покуша да оствари каријеру као писац.

### Журнализам
Године 1821, 24-годишњи Тјер преселио се у Париз са само 100 франака у џепу. Захваљујући својим препорукама, успео је да добије место секретара код истакнутог филантропа и друштвеног реформатора, војводе од Рошефокоа-Лианкура. Остао је само три месеца код војводе, чији су политички ставови били конзервативнији од његових, и са којим није могао видети брзи пут за напредак. Затим се упознао са Шарлс-Гијом Етјеном, уредником новина Le Constitutionnel, најутицајнијег политичког и књижевног часописа у то време. Те новине су биле водећи опозициони часопис против ројалистичке владе; имале су 44.000 претплатника, у поређењу са само 12.800 претплатника на ројалистичку или легитимистичку штампу. Он је понудио је Етјену есеј о политичкој личности Франсои Гизоу, будућем Тјеровом ривалу, који је био оригиналан, полемичан и агресиван и изазвао је пометњу у париским књижевним и политичким круговима. Етјен је ангажовао Тјера као сталног сарадника. У исто време када је Тјер почео да пише, његов пријатељ са правног факултета у Ексу, Мигнет, био је ангажован као писац за други водећи опозициони часопис, Courier Français, а затим је радио за водећег издавача књига у Паризу. У року од четири месеца по доласку у Париз, Тјер је био један од најчитанијих новинара у граду. 
Он је писао о политици, уметности, књижевности и историји. Његов књижевни углед увео га је у најутицајније књижевне и политичке салоне у Паризу. Упознао је Стендала, пруског географа Александра фон Хумболта, чувеног банкара Жака Лафита, аутора и историчара Проспера Меримеа, сликара Франсоа Жерара; он је био први новинар који је написао сјајну критику за младог новог сликара, Ежена Делакроа. Када је 1822. избила револуција у Шпанији, путовао је чак до Пиринеја да би о томе писао. Убрзо је прикупио и објавио том својих чланака, први о салону 1822. године, други о свом путовању у Пиринеје. Он је био веома добро плаћен од стране Јохана Фридриха Кота, делимичног власника новина Constitutionnel. Најважнији за његову будућу каријеру био је сусрет са Талераном, славним дипломатом, који му је постао политички водич и ментор. Под туторством Талерана, Тјер је постао активан члан круга противника бурбонског режима, који је укључивао финансијера Лафита и маркиза де Лафајета.

### Историчар
Он је започео своје прослављено дело Histoire de la Révolution française, која је утемељило његову књижевну репутацију и ојачала његову политичку каријеру. Прва два тома појавила су се 1823. године, последња два (од десет) 1827. Комплетан рад од десет томова продат је у десет хиљада комплета, што је био огроман број за то време. Тај рад је прошао је кроз још четири издања, чиме је аутор зарадио 57.000 франака (што је еквивалент више од милион франака из 1983. године). Тјерова историја била је посебно популарна у либералним круговима и међу млађим Парижанима. Хваљени су принципи, вође и достигнућа Револуције из 1789. (мада не и каснији терор) и осуђивана је монархија, аристократија и свештенство због њихове неспособности да се промене. Књига је одиграла запажену улогу у подривању легитимитета бурбонског режима Шарла X и остваривања Јулске револуције 1830.
Дело су похвалили француски аутори Шатобријан, Стендал и Сент-Бјов. Оно је преведено је на енглески (1838) и шпански (1889), и донело му место у Француској академији 1834. Британски критичари су га мање ценили, добрим делом због његовог повољног погледа на Француску револуцију и Наполеона Бонапарту. Британски историчар Томас Карлајл, који је написао своју историју Француске револуције, сматрао је да је то дело није „било заслужно његове високе репутације”, иако је признао да је Тјер „бистар човек на свој начин, и много ти може рећи ако ништа не знаш”. Историчар Џорџ Сејнтсбери написао је у једанаестом издању Енциклопедије Британика (1911): „Тјерово историјско дело обележено је крајњом непрецизношћу, предрасудама које прелазе границе случајне неправедности, и готово потпуном равнодушношћу према заслугама у поређењу са успесима његових јунака.”

### Јулска револуција (1830)
Нови краљ, Шарл X, дошао је на француско престо 1824. године са снажним уверењем у божанско право краљева и безвредност парламентарне владе. Тјер је планирао књижевну каријеру, али у августу 1829, када је краљ именовао ултраројалисту, Полињака за свог новог премијера, Тјер је почео да пише све жешће нападе на краљевску владу. У једном славном чланку написао је да „Краљ влада, али не управља“ и позвао на уставну монархију. Ако краљ то не прихвати, он је предложио једноставну промену краља, као што су то учинили Енглези 1688. Када су новине Constitutionel оклевале да објаве неке од његових енергичнијих напада на владу, Тјер је са Армандом Карелом, Мигнетом, Стендалом и другима, покренуо нови опозициони лист National, чији се први број појавио 3. јануара 1830. Влада је одговорила тако што је новине извела пред суд, оптужујући их за нападе на личност краља и личност краљевске породице. Кажњене су са три хиљаде франака.
Писац Ламартин је оставио живописан опис Тјера, са којим је у то време имао прилику да вечера: „Он је говорио први; он је говорио последњи; он једва да је слушао одговоре; али је говорио прецизно, одважно, са плодношћу идеје, које су извињавале волуминозност речи са његових усана. Говорили су његов дух и срце ... У његовој природи било је довољно барута да експлодира шест влада.”

## Књижевна каријера
Тјер је био само један пример француских писаца из 19. века који су такође имали истакнуте политичке каријере. Други су били Виктор Иго, Алфонс де Ламартин и Алексис де Токвил; али је Тјер био једини писац који је достигао највиши ниво француске државе. Његова главна књижевна дела била су његова десетотомна историја Француске револуције и двадесетотомна историја наредног периода, Конзулат и Царство Наполеона I. Оба дела су била испуњена Тјеровим личним мишљењима и судовима, али су такође имала користи од његовог лични приступ многим учесницима, укључујући његовог политичког ментора, Талерана и преживеле Наполеонове генерале.
Прво дело, о Француској револуцији, објављено између 1823. и 1827. године, наишло је на високе похвале француских критичара. То је била прва велика историја Француске револуције и донела је Тјеру место као други најмлађи изабрани члан Француске академије, а поред тога је била и велики комерцијални успех. Она је осудила насиље терора и најрадикалније вође, укључујући Марата, Робеспјера и Сен-Жуста, и величала идеале и умереније вође Француске револуције, укључујући Мирабоа, Беија и Лафајета, иако је у време објављивања књиге Француска још увек била монархија, и певање Марсељезе је и даље било забрањено. Књиге су много допринеле поткопавању подршке јавности последњем краљу Бурбона, свргнутом у револуцији 1830.
Његово друго велико дело била је његова огромна Историја конзулата и царства, у двадесет томова, објављена између 1845. и 1862. Као и историја Револуције, била је критички и популаран успех у Француској, објављена у време када је француска јавност тражила хероје. Продато је 50.000 комплетних сетова књиге. Један амерички професор француске књижевности, О.Б. Супер, написао је предговор америчком издању тома Тјерове књиге о бици код Ватерлоа, објављеног 1902. Он је написа: „Тјеров стил карактеришу бриљантни и драматични описи и либералан и толерантан дух, али он је понекад у недостатку ригорозне историјске тачности, а захваљујући интензивном националном осећању писца, његово дивљење Наполеону понекад надмашује његово расуђивање. Тјер је учинио више од било ког другог Француза да одржи у Француској „la légende napoléonienne“, која је омогућила друго царство са свим његовим катастрофалним последицама по Француску.“ Тјеров извештај о француској инвазији на Русију оштро је критиковао Лав Толстој због његових чињеничних нетачности и „општег високолетног, помпезног стила, лишеног било каквог директног значења."
Тјер је такође написао историју Револуције 1830. године, у којој је играо важну улогу, и мемоаре под називом Сувенири. Његове говоре је прикупила његова удовица и објавила након његове смрти.